# Neverball
Neverball es un videojuego open source de plataformas en 3D similar a Super Monkey Ball. Se encuentra disponible para Windows 2000/XP, Mac OS X, Linux, FreeBSD y la videoconsola Sega Dreamcast. Neverball es software libre publicado bajo la Licencia General Pública GNU.

## El juego
El objetivo principal del juego consiste en mover una pelota por medio de la gravedad accionada al mover con el mouse o el teclado el tablero del juego y dirigirla con éxito hasta la salida en un determinado tiempo. Para desbloquear la salida hacia el próximo nivel, es necesario recolectar una serie de créditos esparcidos por todo el recorrido del juego a modo de bonus para obtener puntuación en el marcador. Los créditos se encuentran representados por monedas de 3 colores distintos, rojo, azul y amarillo. Una moneda roja, equivale a 5 amarillas, una moneda azul a 10 amarillas. Recolectando 100 monedas se consigue una vida extra (En el modo de competición). Durante todo el recorrido existen diversos obstáculos que se interpondrán entre la pelota, los créditos y la salida.

## Requerimientos
Los requerimientos del sistema para poder jugar a Neverball eran relativamente altos, ya que necesita aceleración gráfica por hardware y OpenGL, aunque también se puede reducir la resolución y el nivel de los gráficos para poder ejecutarlo con más fluidez. Funcionará bien con al menos:
- Pentium II, Pentium III, Pentium IV, AMD, Athlon.
- 256Mg RAM, 386M RAM, 512M RAM 1G RAM 2G RAM etc.
- Nvidia GeForce2, Nvidia GeForce 4, Nvidia GeForce 6, Nvidia FX-5500, etc.

## Requerimientos mínimos
- Pentium II 400 MHz

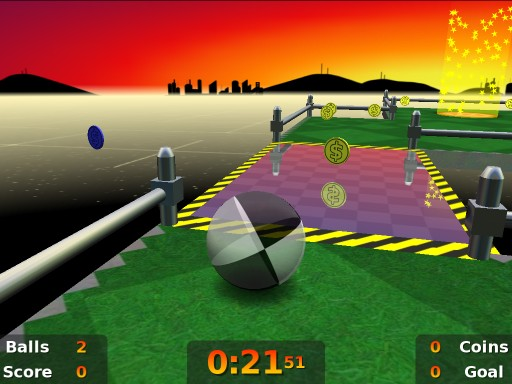
Neverball.

- Nvidia TNT 2 y Nvidia-Legacy - Los usuarios de alguna de estas tarjetas gráficas deben bajar la resolución del juego, la calidad gráfica a 16BitsPerPixel (bpp), la calidad del sonido, (sobre todo si se usa una tarjeta de sonido interna que partes de ella deban ser emuladas por software) para tener una experiencia mínima, por lo que no se recomienda jugar con estar tarjetas.
- ATI (los primeros modelos)- Los usuarios de alguna de estas tarjetas gráficas deben bajar la resolución del juego, la calidad gráfica a 16BitsPerPixel (bpp), la calidad del sonido, (sobre todo si se usa una tarjeta de sonido interna que partes de ella deban ser emuladas por software) para tener una experiencia mínima, por lo que no se recomienda jugar con estas tarjetas.
- 256M RAM
- Tarjeta de sonido 16 Bits PCI o integrada en la placa madre.
- Aceleración OpenGl instalada en el sistema.